# Phakellia folium
Phakellia folium är en svampdjursart som beskrevs av Schmidt 1870. Phakellia folium ingår i släktet Phakellia och familjen Axinellidae.
Artens utbredningsområde är Florida. Inga underarter finns listade i Catalogue of Life.